# Ciało szkliste
Ciało szkliste, szklistka (łac. corpus vitreum) – galaretowata substancja wypełniająca tylną część gałki ocznej, nadająca jej kształt i chroniąca siatkówkę. Ciało szkliste się nie regeneruje.  
Jest przezroczystą, bezbarwną, galerowatą masą luźno przylegającą do siatkówki. 
Ściślej łączy się w okolicy rąbka zębatego siatkówki, nerwu wzrokowego i soczewki. Zawiera 98,5% wody, nie posiada komórek i pozbawione jest przemiany materii. Odżywiane jest głównie przez błonę naczyniową. Jego rola polega na współudziale w wytwarzaniu obrazów optycznych i utrzymywaniu prawidłowego ciśnienia śródocznego. Poza tym znosi lub łagodzi drgania wywołane ruchem oka.

## Choroby ciała szklistego
- męty ciała szklistego
- zespół trakcji szklistkowej na plamkę
- krwotok do ciała szklistego
- ropne zapalenie ciała szklistego
- rozpływ skrzący ciała szklistego